# Russkaja Żurawka
Russkaja Żurawka (ros. Русская Журавка) – wieś (sieło) w Rosji, w obwodzie woroneskim, w rejonie wierchniemamońskim. W 2021 liczyła 1472 mieszkańców.

## Urodzeni
- Aleksandra Biriukowa - radziecka działaczka partyjna.